# الإسلام في ألبانيا (1800-1912)
يشير الإسلام في ألبانيا (1800-1912) إلى الفترة التي أعقبت اعتناق غالبية الألبان للإسلام في القرنين السابع عشر والثامن عشر. مع بداية القرن التاسع عشر كان الإسلام قد بات ديانة راسخة في ألبانيا وشهدت حالات اعتناق الإسلام انخفاضًا في تلك الفترة. ومع وقوع الأزمة الشرقية في سبعينيات القرن التاسع عشر والتداعيات الجيوسياسية لتقسيم الألبان، باتت الصحوة الوطنية الألبانية الصاعدة نقطة رئيسية للتبصر ووضعت العلاقة بين المسلمين الألبان والإسلام والإمبراطورية العثمانية موضع المساءلة. سيكون لهذه الأحداث والديناميات الاجتماعية المتغيرة الأخرى التي تحوم حول الإسلام تأثير على رؤية الألبان للإيمان الإسلامي وعلاقتهم به. هذه التجارب والآراء التي جرى تبنيها في القرن العشرين كان لها تداعيات عميقة على تشكل الإسلام في ألبانيا التي برزت خلال الفترة الشيوعية.

## الخلفية
في بدايات القرن التاسع عشر كان الألبان ينقسمون إلى ثلاث مجموعات دينية. منهم ألبان كاثوليك كانوا يمتلكون بعض التعبير الإثني اللغوي الألباني في التعليم والكنائس نظرًا إلى الحماية النمساوية المجرية والرعاية الإكليريكية الإيطالية. وكان الألبان الأرثوذكس يمارسون شعائر وتعليمًا باللغة اليونانية في ظل بطريرك القسطنطينية وتماهوا بشكل رئيسي مع التطلعات الوطنية اليونانية مع حلول أواخر الحقبة العثمانية. في حين كان الألبان المسلمون يشكلون خلال هذه الفترة نحو 70% من تعداد سكان ألبان البلقان في الإمبراطورية العثمانية بتعداد سكاني يقدر بما يزيد عن مليون. ومع وقوع الأزمة الشرقية، بات الألبان المسلمون منقسمين بين ولائهم إلى الدولة العثمانية وبين الحركة الوطنية الألبانية الصاعدة. كان يُنظر إلى الإسلام والسلطان والإمبراطورية العثمانية بشكل تقليدي كمرادف في الانتماء إلى الجماعة الإسلامية الأكثر اتساعًا. فيما كانت الحركة الوطنية الألبانية تؤيد حق تقرير المصير وكافحت من أجل نيل اعتراف سياسي اجتماعي بالألبان كشعب ولغة مستقلين ضمن الدولة. بين عامي 1839 و1876، بدأت الإمبراطورية العثمانية بتطبيق إصلاحات حكومية تحديثية خلال فترة التنظيمات التي لاقت معارضة النخبة العثمانية الألبانية، وعارضت بشكل خاص إرسال موظفين عثمانيين من أجزاء أخرى من الإمبراطورية لحكم المناطق الألبانية العثمانية وتطبيق نظام تجنيد عسكري ممركز حديث.

## الصحوة الوطنية والإسلام
أفضت الحرب الروسية العثمانية لعام 1878 والتهديد بتقسيم المناطق العثمانية التي يقطنها ألبان بين دول البلقان المجاورة في مؤتمر برلين إلى تشكل عصبة بريزرن (1878-1881) بهدف الحيلولة دون تحقق تلك الأهداف. بدأت العصبة كمنظمة تنادي بالتضامن الإسلامي واستعادة الوضع القائم (ما قبل 1878). وبمرور الوقت باتت تحمل مطالب وطنية ألبانية كإنشاء ولاية أو مقاطعة ألبانية كبرى، الأمر الذي دفع بالإمبراطورية العثمانية إلى قمع هذه العصبة. كانت الإمبراطورية العثمانية تنظر إلى الألبان المسلمين بأنهم يشكلون حصنًا ضد المزيد من الاعتداءات من قبل دول البلقان المسيحية على أراضيها. ولذلك كانت تعارض المشاعر الوطنية الألبانية الصاعدة وتعليم اللغة الألبانية بين مكونها الإسلامي الذين كانا سيتسببان بفصل الألبان المسلمين عن الإمبراطورية العثمانية. خلال هذه الفترة باتت الإمبراطورية العثمانية تنادي بهوية إسلامية موحدة وحاولت مراضاة الألبان المسلمين بشكل رئيسي من خلال توظيفهم في حرس القصر الإمبراطوري ومنح نخبهم امتيازات سياسية واجتماعية وامتيازات أخرى. وبين النخب الألبانية المسلمة لتلك الفترة، وبالرغم من وجود تحفظات تتعلق بسيطرة الحكومة العثمانية المركزية، فإنهم بقوا يعتمدون على وظائف مدنية وعسكرية ووظائف أخرى. وبالنسبة لتلك النخبة، كان البقاء ضمن الإمبراطورية يعني أن الألبان جماعة فعالة وذات نفوذ في البلقان، في حين كان البقاء ضمن دولة ألبانية مستقلة يعني أن يكونوا محاطين بجيران مسيحيين عدائيين وعرضة لإملاءات القوى الأوروبية الأخرى. جعلت الحرب من مصطلحي مسلم وتركي مصطلحين رديفين مع انعدام الاستقرار السياسي والاجتماعي الناجم عن تزايد تماهي بعض مسلمي دول البلقان مع الإمبراطورية العثمانية خلال أواخر الحقبة العثمانية. وفي هذا السياق، أُطلق على الألبان المسلمين لتلك الفترة مصطلح تركي في حين كانوا يفضلون النأي بأنفسهم عن أصحاب الإثنية التركية. وحتى أزمنة معاصرة استمرت هذه الممارسة إلى حد ما بين الشعوب المسيحية في البلقان التي ما تزال تشير إلى الألبان المسلمين بالأتراك، الألبان الأتراك، مع دلالات تحقيرية أغلب الأحيان وانعكاسات سياسية اجتماعية سلبية تاريخيًا. خلال هذه الفترة هاجر عدد قليل من المسلمين السلافيين والبوسنيين من منطقة هيرزيغوفينا موستار بسبب اندلاع انتفاضة الهرسك (1875) واستقروا إلى جانب المسلمين السلافيين (1878) الذين طردتهم القوات المونتينيغرية من بودغوريكا في عدد من المستوطنات في ألبانيا الغربية الشمالية.
إلا أن هذه الأحداث الجيوسياسية دفعت الوطنيين الألبان، الذين كان بينهم أعداد كبيرة من المسلمين، إلى النأي بأنفسهم عن العثمانيين والإسلام والعثمانية الإسلامية الموحدة الصاعدة للسلطان عبد الحميد الثاني. وكانت فكرة أن القوى الغربية لن تدعم سوى الدول والشعوب المسيحية في البلقان في الكفاح المناوئ للعثمانيين من العوامل الأخرى التي زادت من هذه المخاوف خلال فترة الصحوة الوطنية الألبانية (ريليندجا). خلال هذه الفترة كان الوطنيون الألبان يصورون الألبان بصفتهم شعبًا أوروبيًا قاوم في ظل سكاندربيغ الأتراك العثمانيين الذين أخضعوا في وقت لاحق الألبان وفصلوهم عن الحضارة الأوروبية الغربية. ومن الإجراءات الأخرى التي تبناها الوطنيون في الترويج لأسطورة سكاندربيغ بين الألبان كانت إدارة ظهرهم لإرثهم العثماني الذي نُظر إليه على أنه سبب أزمة الألبانيين. منذ العام 1878 فصاعدًا كان الوطنيون والمثقفون الألبان، برز بعضهم بصفتهم العلماء الألبان الحديثين الأوائل، منشغلين بتخطي فروقات ثقافية ولغوية بين الجماعات الألبانية الفرعية (الغيغ والتوك) والتقسيمات الدينية (مسلمون ومسيحيون). وكان للألبان المسلمين (البكتاشي) مساهمة كبيرة في الصحوة الوطنية الألبانية مع تقديمهم لشخصيات عديدة مثل فائق كونيتزا وإسماعيل كيمالي ومدحت فراشيري وشاهين كولونجا وآخرين نادوا بالمصالح الألبانية والحق في تقرير المصير. وبصفتهم ممثلين لتعقيدات وتداخل العالمين الألباني والإسلامي، لعب هؤلاء الأفراد وآخرون أيضًا خلال هذه الفترة دورًا ضمن الدولة العثمانية كسياسيين وأفراد عسكريين وشخصيات دينية ومثقفين وصحفيين وبكونهم أعضاء في جمعية الاتحاد والترقي. ومن بين هذه الشخصيات سامي فراشيري الذي نظر عبر تأملاته للإسلام والألبان إلى البكتاشية كصيغة تآلفية أكثر اعتدالًا من الإسلام بتأثيرات مسيحية وشيعية يمكن لها أن تتخطى التقسيمات الدينية الألبانية عبر اعتناق جمعي لها. خلال أواخر الحقبة العثمانية لعب النظام البكتاشي الصوفي، مع وجود نحو 20 خانقاه في ألبانيا الجنوبية، أيضًا دورًا خلال الصحوة الوطنية الألبانية عبر تشجيع وتحفيز اللغة والثقافة الألبانيتين ولعب دورًا مهمًا أيضًا في بناء الأيديولوجيا الألبانية الوطنية.

## أواخر الحقبة العثمانية
خلال أواخر الحقبة العثمانية، سكن المسلمون بشكل متراص في كامل المنطقة الداخلية الجبلية شديدة التحدر الواقعة شمال خط هيمار وتيبيلين وكيلسير وفراسيري والتي كانت تضم معظم أقاليم فلور وتيبيلين ومالاكاستر وسكرابار وتومور وديشنيس. وكانت هناك مناطق متداخلة عاش فيها المسلمون إلى جانب مسيحيين يتحدثون الألبانية في قرى وبلدات ومدن مختلطة، وقد كانت كل جماعة تشكل أغلبية أو أقلية من السكان. في المستوطنات المدينية كان المسلمون أغلبية بشكل كامل تقريبًا في تيليبين وفلور وأغلبية في غيروكاستر مع وجود لأقلية مسيحية، في حين كانت برات وبرمت ودلفين تضم أغلبية مسلمة مع أقلية مسيحية كبيرة. وتمركز تجمع مسلم أيضًا في كونيسبول وبعض القرى المحيطة بالبلدة. في حين كانت السنجقات أو مقاطعات كورسي وغيروكاستر الإدارية العثمانية في عام 1908 تضم سكانًا مسلمين يقدر عددهم ب95 ألف نسمة مقابل 128 ألف من السكان الأرثوذكس. وبعيدًا عن أعداد صغيرة ومتناثرة من الرومان المسلمين، كان جميع المسلمين في هذه المناطق التي باتت تشكل ألبانيا جنوبية معاصرة مسلمين يتحدثون الألبانية. وفي جنوب ألبانيا خلال أواخر الحقبة العثمانية بات كون المرء ألبانيًا يرتبط بصورة متزايدة بالإسلام، في حين أنه منذ الثمانينيات من القرن التاسع عشر كان ينظر إلى الحركة الوطنية الألبانية الصاعدة بأنها تمثل عائقًا أمام الهلينة ضمن الإقليم. بدأ بعض الألبان الأورثوذوكس بالتحالف مع الحركة الوطنية الألبانية، الأمر الذي أثار مخاوف لدى اليونان، وعملوا سوية مع الألبان المسلمين في ما يتعلق بالأهداف والمصالح الألبانية الاجتماعية والجيوسياسية المشتركة.
في ألبانيا الوسطى والجنوبية، دُمج المجتمع الألباني المسلم ضمن الدولة العثمانية. وكان قد نُظم ضمن طبقة نخبة صغرى تمتلك ملكيات إقطاعية كبرى تعمل فيها فئة كبيرة من الفلاحين من المسلمين والمسيحيين على الرغم من أن أفرادًا آخرين كانوا قد وُظفوا في الجيش والتجارة وكحرفيين وفي مهن أخرى. في حين دمج المجتمع الألباني الشمالي إلى درجة بسيطة ضمن العالم العثماني. وعوضًا عن ذلك نظم من خلال بنى عشائرية قبلية (فيس) كان العديد بينها من الكاثوليك، إضافة إلى وجود مسلمين آخرين سكنوا في أراض جبلية غالبًا ما وجد العثمانيون صعوبة في المحافظة على السيطرة عليها.